# برنار دو پورتالس
برنار دو پورتالس (انگلیسی: Bernard de Pourtalès; ۵ ژوئن ۱۸۷۰ – ۶ ژوئیهٔ ۱۹۳۵) قایقران قایق بادبانی اهل سوئیس بود.